# The Skin Game
Pour plus de détails, voir Fiche technique et Distribution.
The Skin Game est un film britannique réalisé par Alfred Hitchcock, sorti en 1931.

## Synopsis
Les Hillcrist, riches propriétaires terriens voient leur environnement transformé par l'installation d'un industriel, M. Hornblower. Celui-ci bouleverse le calme bucolique de la région avec ses usines.
Lorsqu'un terrain mitoyen de la propriété des Hillcrist, la Gentry, est mis en vente, ils s'affrontent dans une vente aux enchères, remportée par Hornblower. Mais Mrs Hillcrist fait engager un détective privé qui révèle le passé trouble de Chloé, la belle-fille de l'industriel, et se sert de ces révélations pour le faire chanter et lui extorquer la Gentry. Mais le secret est mal gardé, le scandale éclate et Chloé se suicide. Les Hornblower, meurtris et humiliés, décident de quitter la région ; la victoire des Hillcrist est amère car ils y perdent leur dignité.

## Fiche technique
- Titre : The Skin Game (pas de titre français)
- Réalisation : Alfred Hitchcock
- Scénario : Alma Reville, d'après une pièce de John Galsworthy
- Production : John Maxwell pour la British International Pictures Ltd
- Musique : A. Hallis
- Photographie : Jack J. Cox
- Décors : J.B. Maxwell
- Montage : A. Gobbett et R. Marrison
- Pays d'origine : Grande-Bretagne
- Format : noir et blanc
- Genre : drame
- Durée : 85 minutes
- Date de sortie : 26 février 1931 (Londres)

## Distribution
- C.V. France : M. John Hillcrist
- Helen Haye : Mme Amy Hillcrist
- Jill Esmond : Jill Hillcrist
- Edmund Gwenn : M. Hornblower
- John Longden : Charles Hornblower
- Phyllis Konstam : Chloé Hornblower
- Frank Lawton : Rolf Hornblower
- Edward Chapman : Dawker
- Herbert Ross et Dora Gregory : les Jackman
- R. E. Jeffrey : le détective
- Ivor Barnard : un enchérisseur

## Autour du film
- C'est l'adaptation cinématographique d'une pièce de théâtre, pratique en vogue à cette époque.
- « Skin game » signifie « marché de dupe ».
- Hitchcock fait tourner plusieurs fois la scène du suicide, obligeant l'actrice à se tremper et se changer de nombreuses fois. Ce même « supplice » sera également infligé à Kim Novak, des années plus tard, pour Sueurs froides[réf. souhaitée].
- Caméo : il n'y en a pas dans ce film.